# سرینیواسان (بازیگر)
سرینیواسان (انگلیسی: Sreenivasan؛ زادهٔ ۶ آوریل ۱۹۵۶) هنرپیشه، فیلم‌نامه‌نویس، کارگردان فیلم و تهیه‌کننده فیلم اهل هند است.
از فیلم‌ها یا برنامه‌های تلویزیونی که وی در آن نقش داشته‌است می‌توان به سرنشین، ترافیک، خدای من، آب سیاه، راهنمای معنوی، خیلی خیلی دور، چاندرا لکها، بالرام در مقابل تاراداس، به آرامی، به آرامی، قلعه‌ای در هوا، طول عمر، معنی و دوستان اشاره کرد.
وی همچنین برندهٔ جوایزی همچون جایزه فیلم‌فیر جنوب شده‌است.